# Sindicato Obreiro Galego
El Sindicato Obreiro Galego (SOG) fou un sindicat gallec d'orientació nacionalista i d'esquerres.
La seva publicació oficial era O Eixo, editant alhora altres publicacions comarcals i sectorials. Es fundà en maig de 1975 quan el Frente Obreiro de la Unión do Povo Galego decidí transformar-se en un sindicat. Formà part de l'Asemblea Nacional-Popular Galega (AN-PG). L'abril de 1976 realitzà la seva primera Assemblea General. Tanmateix, desaparegué un any després, en març de 1977, per a donar pas a la Intersindical Nacional Galega (ING).